# Batarà dorsinegre
El batarà dorsinegre (Thamnophilus melanonotus) és una espècie d'ocell de la família dels tamnofílids (Thamnophilidae).

## Hàbitat i distribució
Habita vegetació baixa a zones semiàrides de les terres baixes del nord-est de Colòmbia i oest i nord de Veneçuela.

## Taxonomia
Ha estat ubicat al gènere Sakesphorus fins que estudis mes recents el van classificar dins Thamnophilus.